# Guillaume d'Inspruck
 (janvier 2016).
Si vous disposez d'ouvrages ou d'articles de référence ou si vous connaissez des sites web de qualité traitant du thème abordé ici, merci de compléter l'article en donnant les références utiles à sa vérifiabilité et en les liant à la section « Notes et références ».
Guillaume d'Inspruck est un architecte d'origine allemande du Moyen Âge connu pour avoir aidé à construire la Tour de Pise avec Giovanni di Simone et Bonanno Pisano en 1173,. 